# Lijst van personen overleden in december 2018
Dit is een lijst van bekende personen die zijn overleden in december 2018.

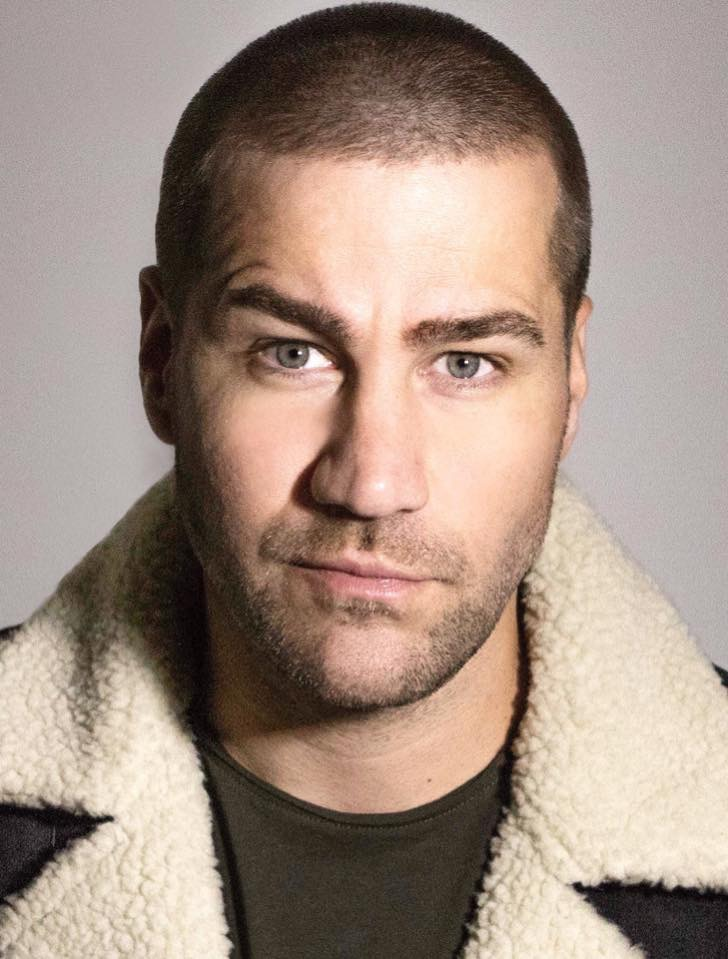
Dave Mantel
1 december

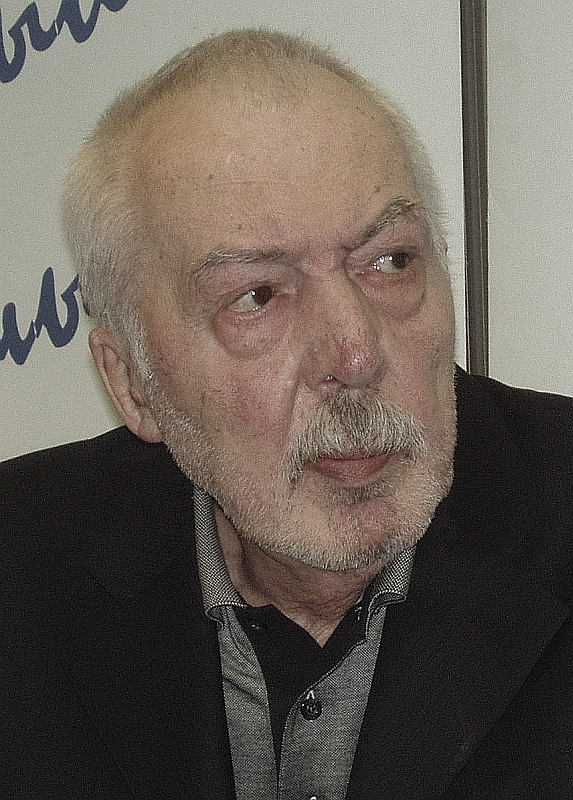
Andrej Bitov
3 december

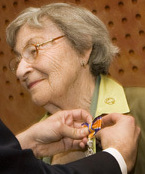
Selma Wijnberg
4 december

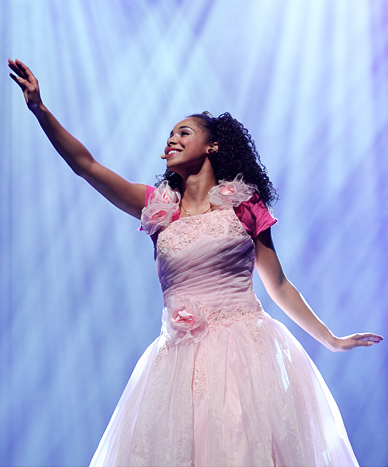
Désirée Viola
7 december

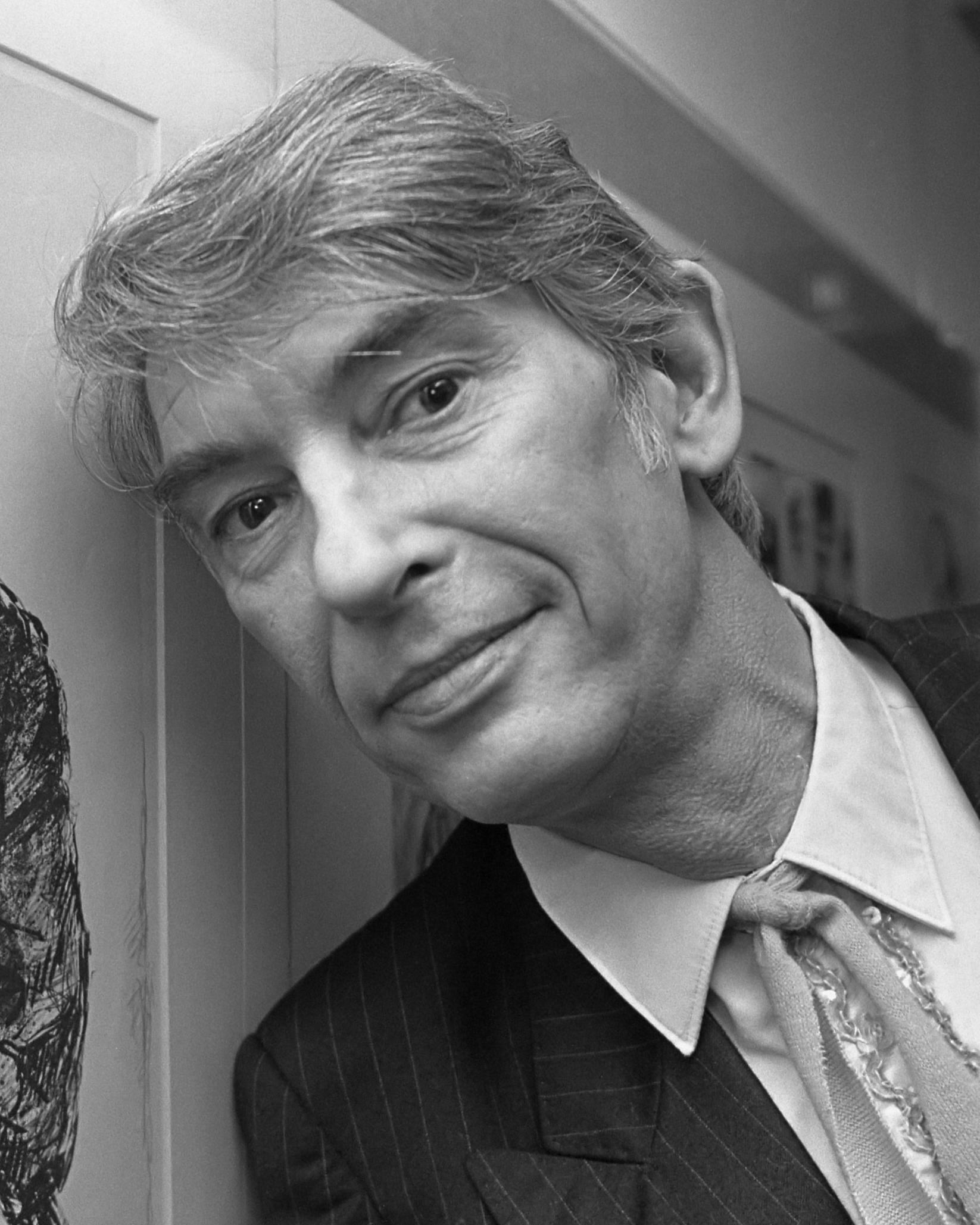
Aat Veldhoen
9 december

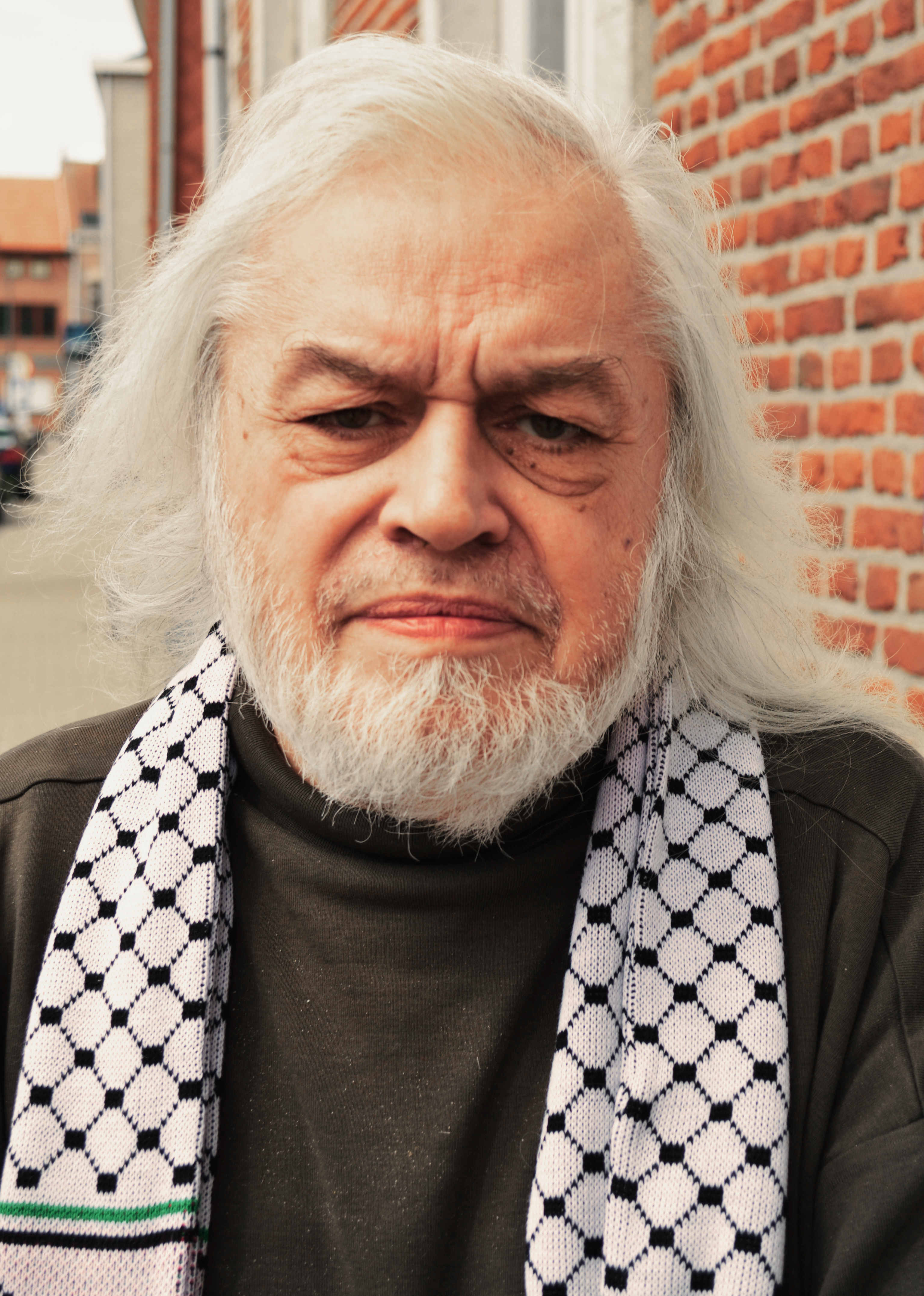
Jean-Pierre Van Rossem
13 december

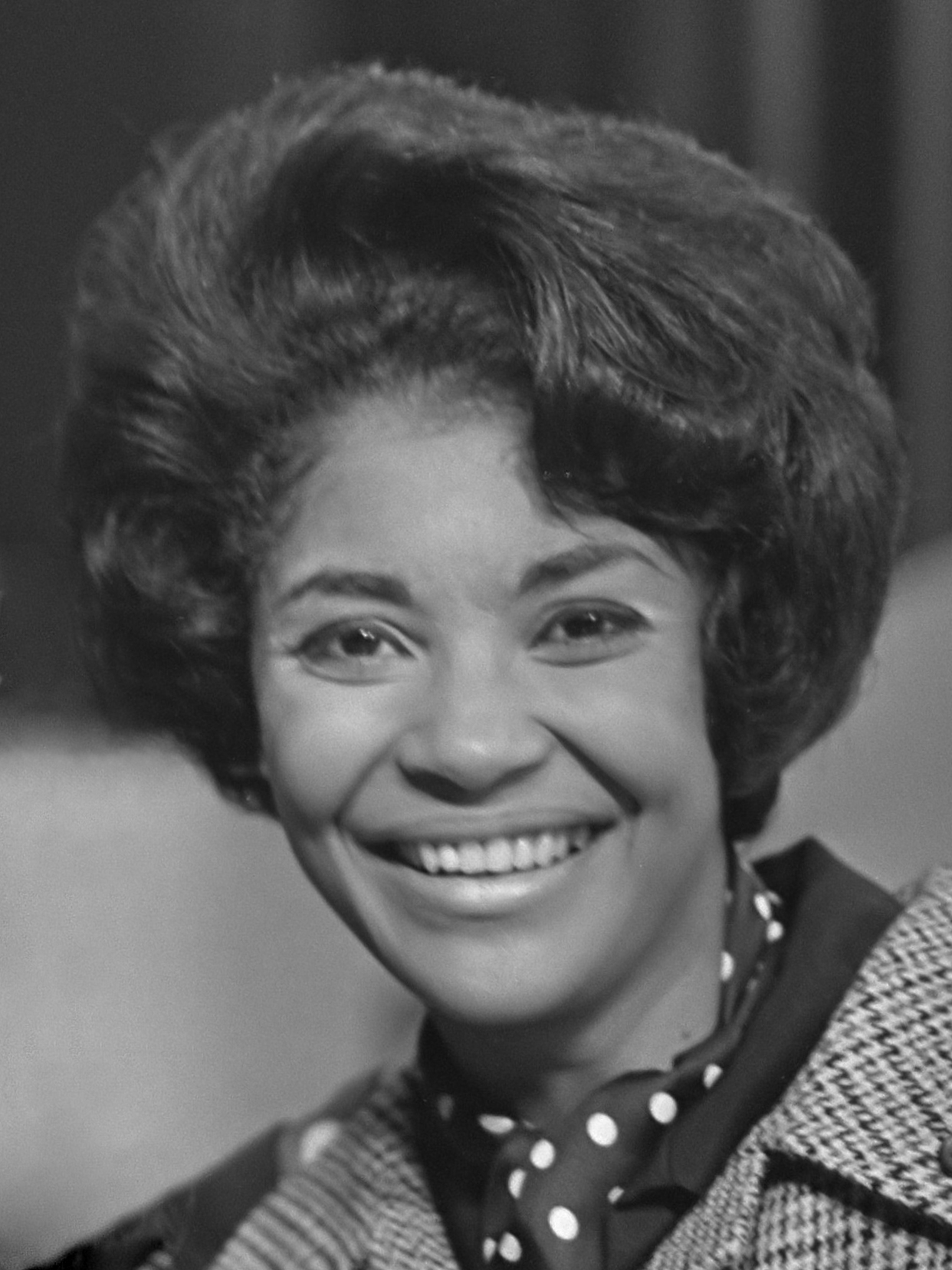
Nancy Wilson
13 december

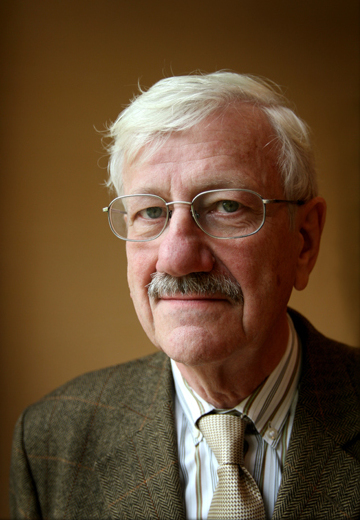
Philippe Moureaux
15 december

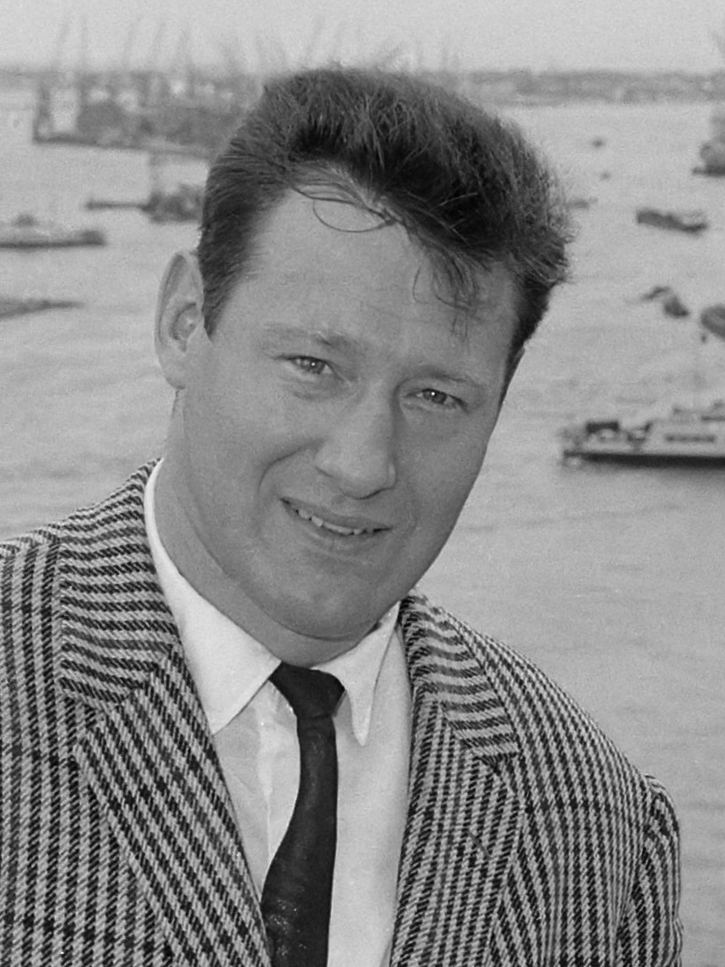
Jon Bluming
17 december

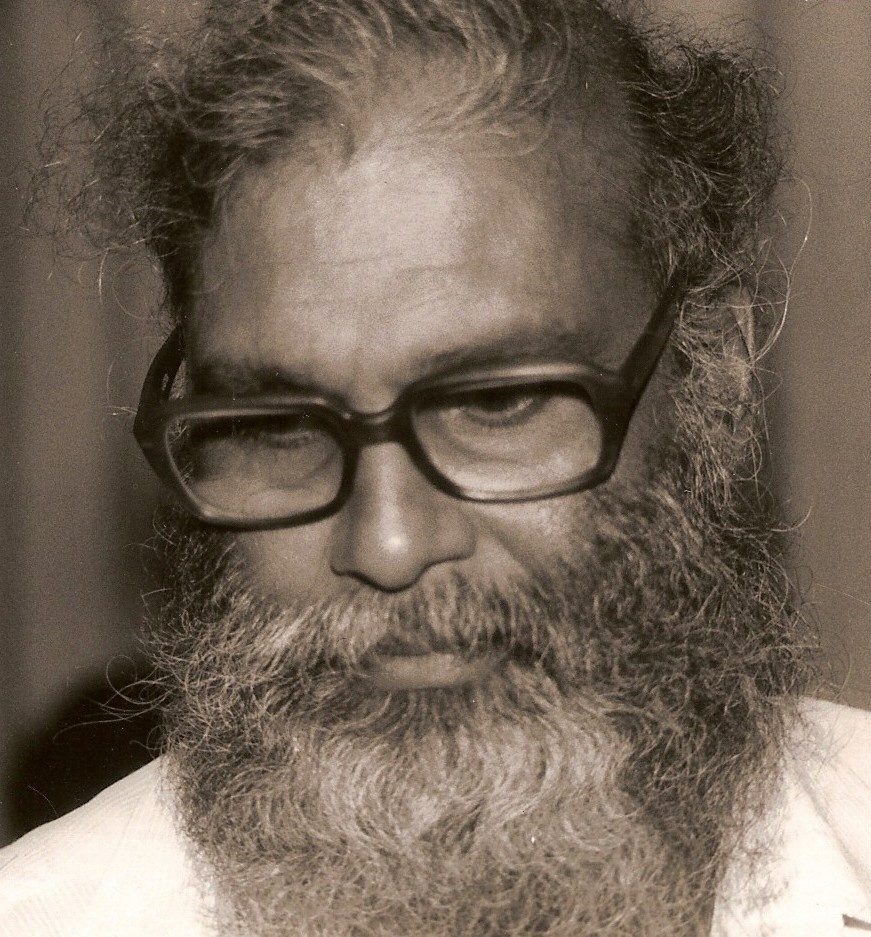
Bhai
19 december

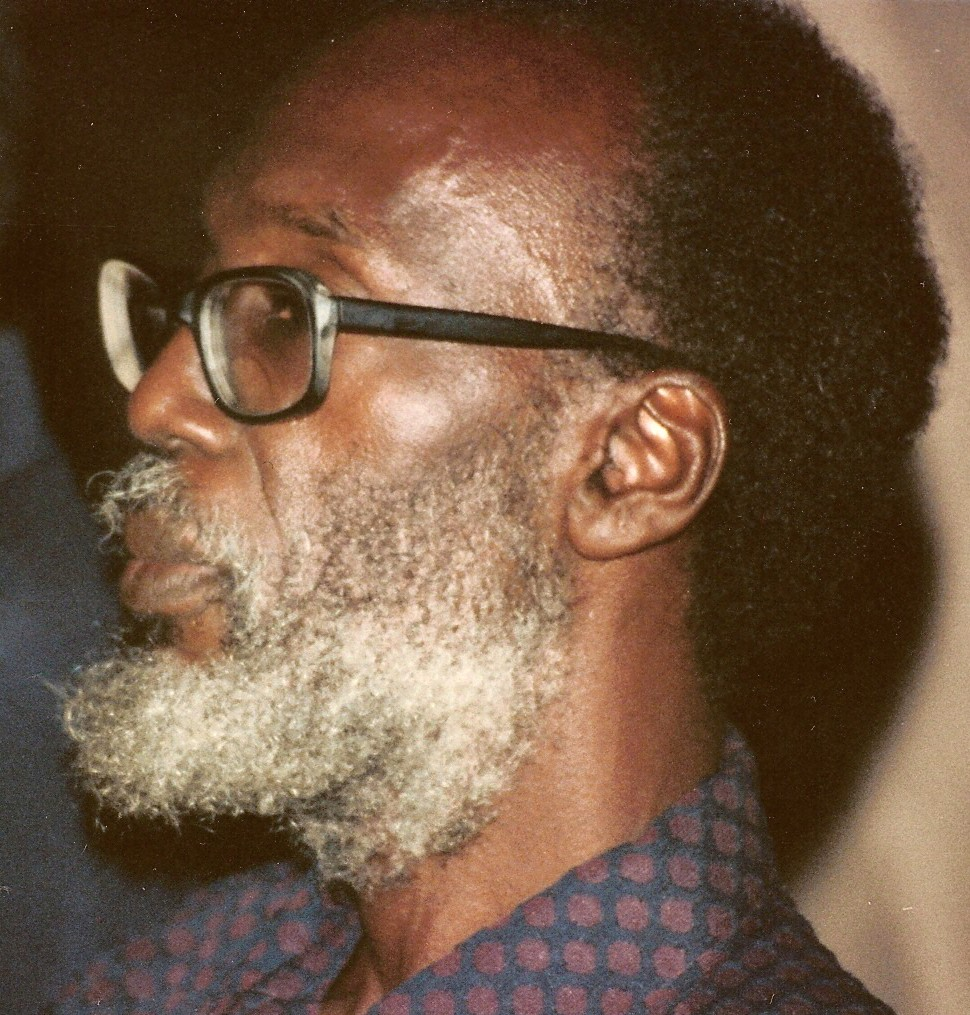
Michaël Slory
19 december

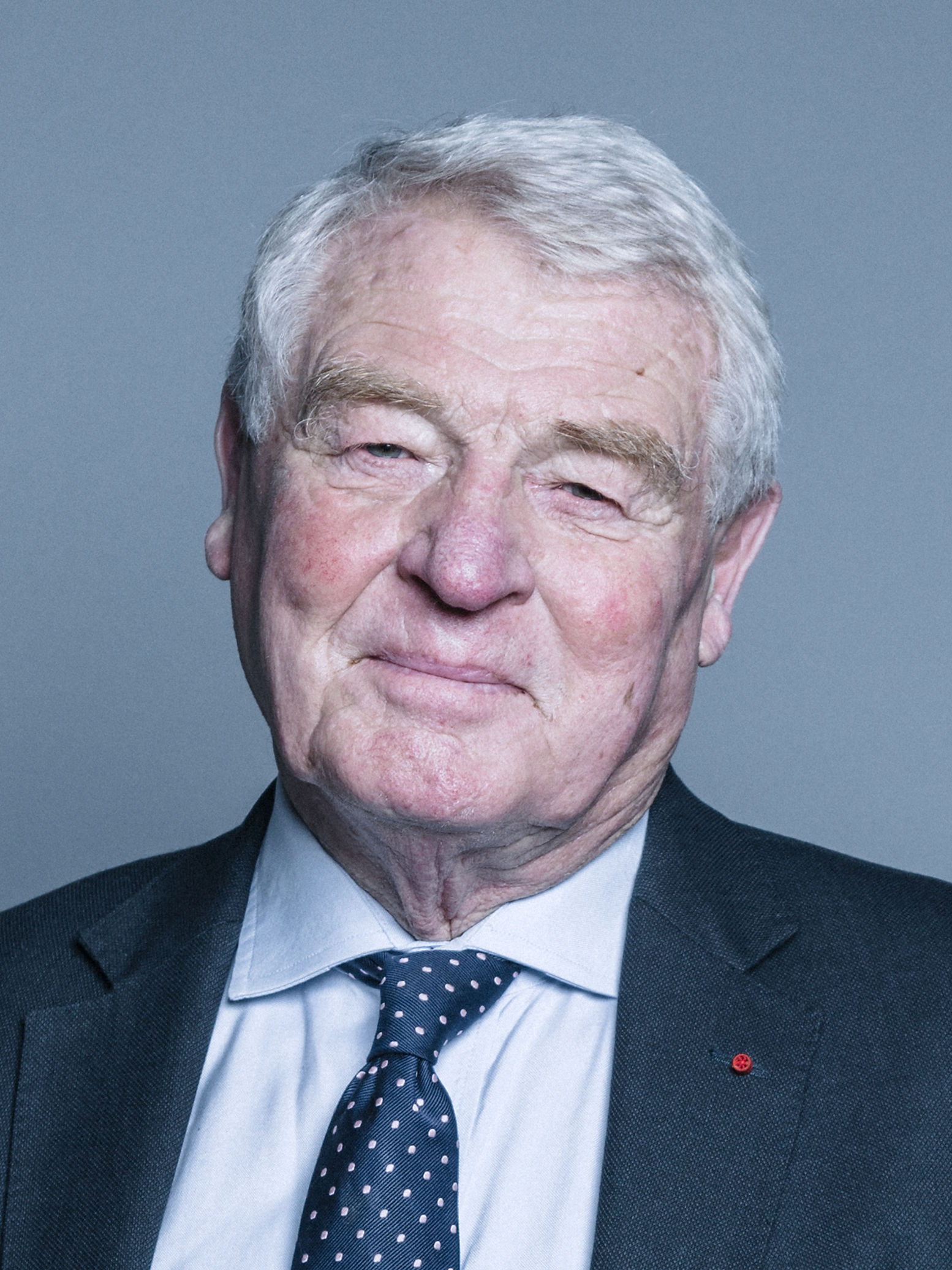
Paddy Ashdown
22 december

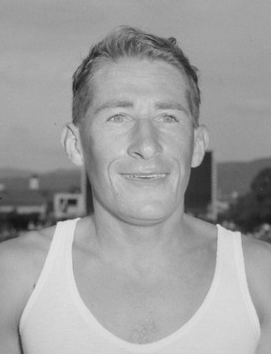
Bill Baillie
25 december

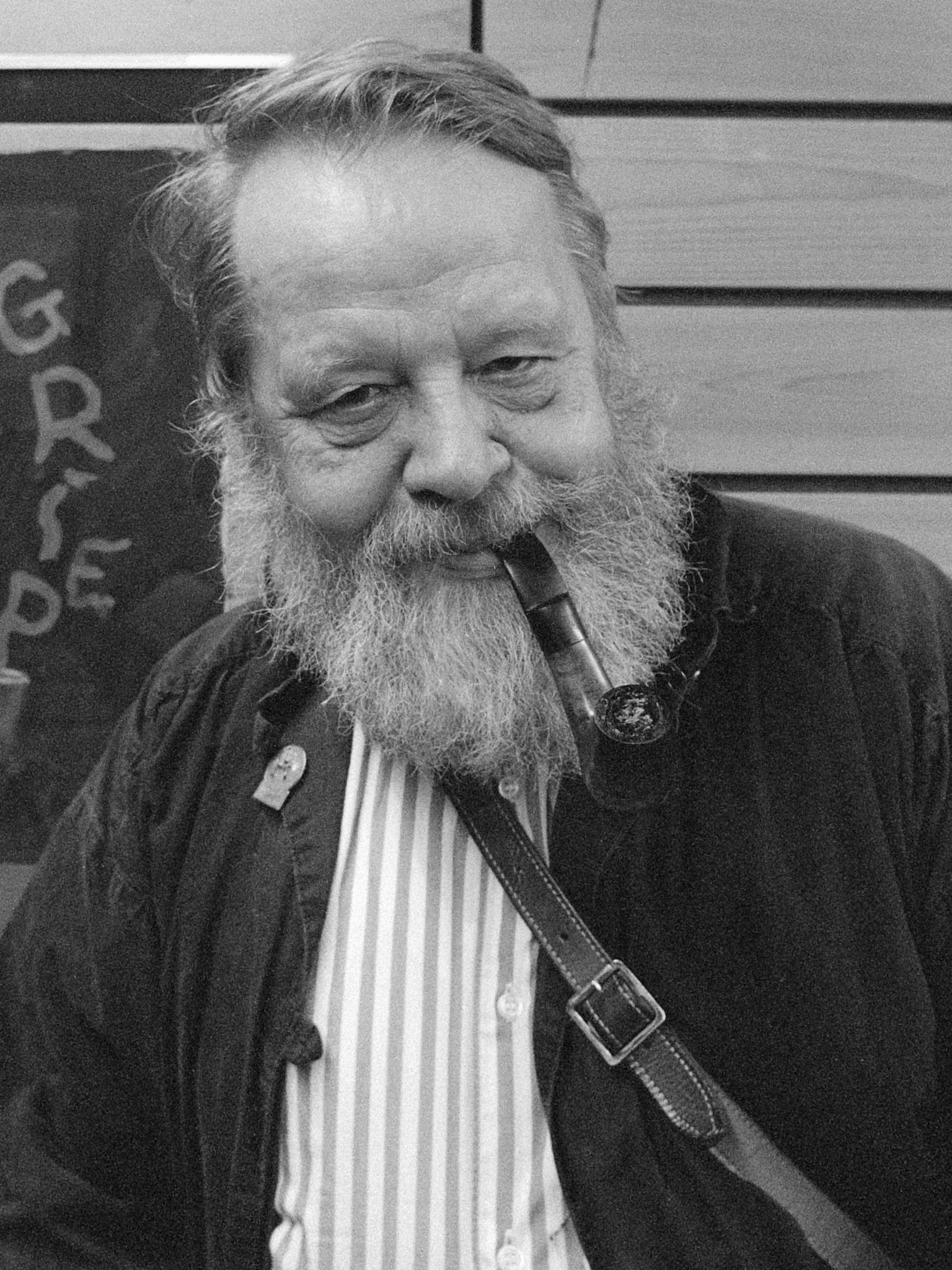
Børge Ring
27 december

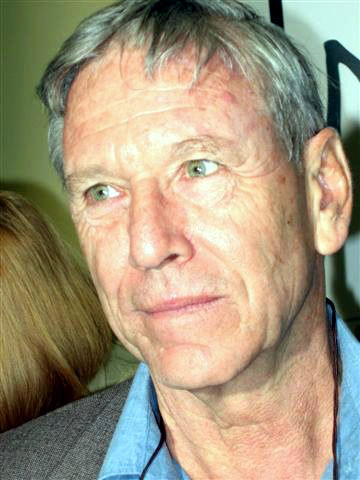
Amos Oz
28 december

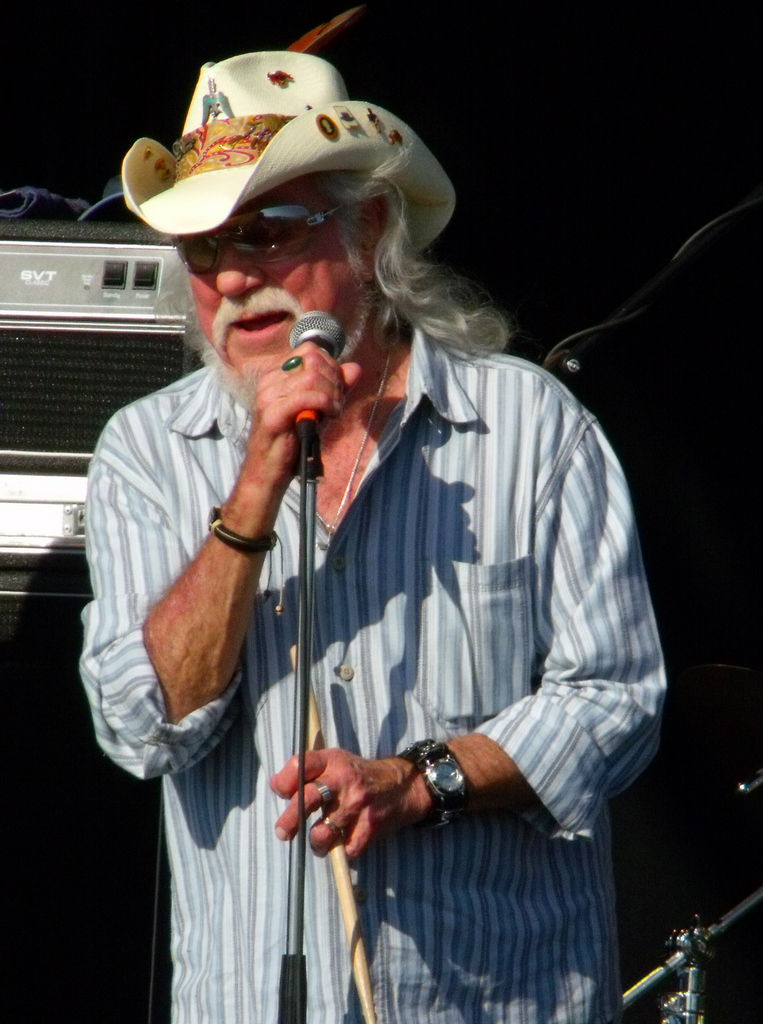
Ray Sawyer
31 december

| 1 | 2 | 3 | 4 | 5 | 6 | 7 | 8 | 9 | 10 | 11 | 12 | 13 | 14 | 15 | 16 | 17 | 18 | 19 | 20 | 21 | 22 | 23 | 24 | 25 | 26 | 27 | 28 | 29 | 30 | 31 |
| - | - | - | - | - | - | - | - | - | -- | -- | -- | -- | -- | -- | -- | -- | -- | -- | -- | -- | -- | -- | -- | -- | -- | -- | -- | -- | -- | -- |

### 1 december
- Ken Berry (85), Amerikaans acteur[1]
- Pierre Cnoops (80), Nederlands voordrachtskunstenaar[2]
- Ennio Fantastichini (63), Italiaans acteur[3]
- Dave Mantel (37), Nederlands acteur[4]
- Judy McBurney (70), Australisch actrice[5]
- Jody Williams (83), Amerikaans bluesgitarist[6]

### 2 december
- Lothar Baumgarten (74), Duits kunstenaar[7]
- Bernd Martin (63), Duits voetballer[8]
- Paul Sherwen (62), Brits wielrenner en wielerverslaggever[9]

### 3 december
- Peter Armitage (78), Brits acteur[10]
- Andrej Bitov (81), Russisch schrijver[11]
- Philip Bosco (88), Amerikaans acteur[12]
- Albert Frère (92), Belgisch ondernemer[13]
- Geoff Murphy (80), Nieuw-Zeelands filmmaker[14]
- Josep Lluís Núñez (87), Spaans zakenman[15]

### 4 december
- Nh. Dini (82), Indonesisch schrijfster en feministe[16]
- Rita Ray (71), Belgisch zangeres[17]
- Selma Wijnberg (96), Nederlands Holocaustoverlevende[18]

### 5 december
- Peter Boizot (89), Brits ondernemer[19]
- Thomas Billington (60), Brits showworstelaar[20]
- Thor Hansen (71), Noors pokerspeler[21]
- José Tarciso de Souza (67), Braziliaans voetballer[22]

### 6 december
- Ace Cannon (84), Amerikaans tenor- en altsaxofonist[23]
- Joseph Joffo (87), Frans schrijver[24]
- Doris Mayer (60), Oostenrijks actrice[25]
- Tim Rossovich (72), Amerikaans Americanfootballspeler en acteur[26]
- Pete Shelley (63), Brits zanger[27]

### 7 december
- Belisario Betancur (95), Colombiaans politicus[28]
- Désirée Viola (26), Belgisch actrice, danseres en model[29]

### 8 december
- Ljoedmila Aleksejeva (91), Russisch historica en mensenrechtenactiviste[30]
- Evelyn Berezin (93), Amerikaans informaticadeskundige en onderneemster[31]

### 9 december
- William Blum (85), Amerikaans historicus[32]
- Riccardo Giacconi (87), Italiaans-Amerikaans natuurkundige[33]
- Rodney Kageyama (77), Amerikaans acteur[34]
- Wendy Ramshaw (79), Brits sieraadontwerper en kunstenaar[35]
- Aat Veldhoen (84), Nederlands kunstenaar[36]

### 10 december
- Rob DesHotel (52), Amerikaans televisieschrijver en producer[37]

### 11 december
- Bill Siegel (55), Amerikaans documentairemaker en regisseur[38]

### 12 december
- Carlos Cecconato (88), Argentijns voetballer[39]
- Iraj Danaeifard (67), Iraans voetballer[40]
- Chantal Gill'ard (48), Nederlands politica[41]

### 13 december
- Michel Karsten (76), Nederlands medicus[42]
- Jean-Pierre Van Rossem (73), Belgisch politicus, econoom en oplichter[43]
- Nancy Wilson (81), Amerikaans jazzzangeres[44]

### 14 december
- Cor Goorts (101), Nederlands priester-kunstenaar[45]
- Matti Kassila (94), Fins filmregisseur[46]
- Joe Osborn (81), Amerikaans muzikant[47]
- Edmond Simeoni (84), Corsicaans politicus[48]

### 15 december
- Jerry Chesnut (87), Amerikaans songwriter[49]
- Philippe Moureaux (79), Belgisch politicus[50]
- Marc Olivier (78), Belgisch politicus[51]
- Roger Verheuen (91), Belgisch atleet[52]
- Girma Wolde-Giorgis (93), president van Ethiopië[53]

### 16 december
- Chiquetete (70), Spaans flamencozanger[54]
- Colin Kroll (34), Amerikaans ondernemer[55]
- Mircea Petescu (76), Roemeens voetballer en voetbalcoach[56]
- Edith Ruyg (66), Nederlands televisieregisseur[57]
- Joseph Thomin (87), Frans wielrenner[58]

### 17 december
- Jon Bluming (85), Nederlands vechtsporter en filmacteur[59]
- Galt MacDermot (89), Canadees-Amerikaans componist en pianist[60]
- Penny Marshall (75), Amerikaans actrice en regisseuse[61]

### 18 december
- David C.H. Austin (92), Brits botanicus[62]
- Steve Daskewisz (74), Amerikaans acteur[63]
- Kazimierz Kutz (89), Pools regisseur[64]
- Shinobu Sekine (75), Japans judoka[65]

### 19 december
- Bhai (83), Surinaams dichter[66]
- Frans Horsthuis (97), Nederlands priester en schrijver[67]
- Norman Gimbel (91), Amerikaans tekstdichter van popmuziek[68]
- Peter Masterson (84), Amerikaans acteur, schrijver, regisseur en filmproducent[69]
- Bill Sellars (93), Brits televisieregisseur en producent[70]
- Michaël Slory (83), Surinaams dichter[71]

### 20 december
- Donald Moffat (87), Brits acteur[72]

### 21 december
- Lev Borodulin (95), Israëlisch fotograaf[73]

### 22 december
- Paddy Ashdown (77), Brits politicus[74]
- Jean Bourgain (64), Belgisch wiskundige[75]
- Simha Rotem (94), Pools-Israëlisch verzetsstrijder[76]
- Roberto Suazo Córdova (91), Hondurees president[77]
- Talal bin Abdulaziz Al Saud (87), Saoedisch prins en politicus[78]
- Willy Taminiaux (79), Belgisch politicus[79]

### 23 december
- Nana Chudasama (86), Indiaas jurist en ambtenaar[80]
- Honey Lantree (75), Brits drummer[81]
- Lisa Redfield (94), Amerikaans dirigente[82]
- Elias Stein (87), Amerikaans wiskundige[83]
- Francis Verdoodt (76), Belgisch dichter en presentator[84]

### 24 december
- Jozef Adamec (76), Tsjecho-Slowaaks voetballer[85]
- Stanko Poklepović (80), Joegoslavisch voetballer en voetbaltrainer[86]
- Jo Van Backlé (91), Belgisch tv-gerechtsdeurwaarder[87]
- Hermann Walenta (96), Oostenrijks schilder, graficus, en beeldhouwer[88]
- Marc Witteman (57), Nederlands burgemeester[89]

### 25 december
- Bill Baillie (84), Nieuw-Zeelands atleet[90]
- Jan Berkhout (78), Nederlands priester[91]
- Sigi Schmid (65), Duits-Amerikaans voetbaltrainer[92]

### 26 december
- Frank Adonis (83), Amerikaans acteur[93]
- Theodore Antoniou (83), Grieks componist en dirigent[94]
- Wendy Beckett (88), Brits presentatrice en kunsthistorica[95]
- Penny Cook (61), Australisch actrice[96]
- Peter Swinnerton-Dyer (91), Brits wiskundige[97]
- Roy Glauber (93), Amerikaans natuurkundige[98]
- Jer O'Leary (70), Iers acteur[99]
- Sono Osato (99), Amerikaans danseres en actrice[100]
- Larry Roberts (82), Amerikaans computerwetenschapper[101]
- Nancy Roman (93), Amerikaans astronoom[102]

### 27 december
- Robert Kerman (71), Amerikaans acteur[103]
- Miúcha (81), Braziliaans zangeres en componist[104]
- Richard Arvin Overton (112), Amerikaans oorlogsveteraan en supereeuweling[105]
- Tadeusz Pieronek (84), Pools bisschop[106]
- Børge Ring (97), Deens filmmaker[107]

### 28 december
- Santiago García Aracil (78), Spaans bisschop[108]
- Ger Baris (88), Nederlands burgemeester[109]
- Hans Heres (73), Nederlands politicus[110]
- Georges Loinger (108), Frans verzetsstrijder[111]
- Christine McGuire (92), Amerikaans zangeres[112]
- Amos Oz (79), Israëlisch schrijver[113]
- Shehu Shagari (93), Nigeriaans president[114]
- June Whitfield (93), Brits actrice[115]

### 29 december
- Agneta Eckemyr (68), Zweeds actrice[116]
- Yehoshua Glazer (91), Israëlisch voetballer[117]
- Ringo Lam (63), Hongkongs regisseur[118]
- Rosenda Monteros (83), Mexicaans actrice[119]
- Aldo Parisot (100), Braziliaans-Amerikaans cellist[120]
- Robert Ruth (82), Amerikaans acteur[121]
- Marianna Tolli (66), Grieks zangeres, actrice en theaterregisseur[122]

### 30 december
- Dick Helling (68), Nederlands voetballer[123]
- Edgar Hilsenrath (92), Duits schrijver[124]
- Don Lusk (105), Amerikaans animator en regisseur[125]
- Mieke Vestdijk-van der Hoeven (80), Nederlands uitgever[126]

### 31 december
- Dean Ford (72), Schots zanger en songwriter[127]
- Ray Sawyer (81), Amerikaans zanger[128]

### Datum onbekend
- Peter Thompson (76), Engels voetballer (overleden op 29 of 30 december)[129]

januari ·
februari ·
maart ·
april ·
mei ·
juni ·
juli ·
augustus ·
september ·
oktober ·
november ·
december
1900 ·
1901 ·
1902 ·
1903 ·
1904 ·
1905 ·
1906 ·
1907 ·
1908 ·
1909 ·
1910 ·
1911 ·
1912 ·
1913 ·
1914 ·
1915 ·
1916 ·
1917 ·
1918 ·
1919 ·
1920 ·
1921 ·
1922 ·
1923 ·
1924 ·
1925 ·
1926 ·
1927 ·
1928 ·
1929 ·
1930 ·
1931 ·
1932 ·
1933 ·
1934 ·
1935 ·
1936 ·
1937 ·
1938 ·
1939 ·
1940 ·
1941 ·
1942 ·
1943 ·
1944 ·
1945 ·
1946 ·
1947 ·
1948 ·
1949 ·
1950 ·
1951 ·
1952 ·
1953 ·
1954 ·
1955 ·
1956 ·
1957 ·
1958 ·
1959 ·
1960 ·
1961 ·
1962 ·
1963 ·
1964 ·
1965 ·
1966 ·
1967 ·
1968 ·
1969 ·
1970 ·
1971 ·
1972 ·
1973 ·
1974 ·
1975 ·
1976 ·
1977 ·
1978 ·
1979 ·
1980 ·
1981 ·
1982 ·
1983 ·
1984 ·
1985 ·
1986 ·
1987 ·
1988 ·
1989 ·
1990 ·
1991 ·
1992 ·
1993 ·
1994 ·
1995 ·
1996 ·
1997 ·
1998 ·
1999 ·
2000 ·
2001 ·
2002 ·
2003 ·
2004 ·
2005 ·
2006 ·
2007 ·
2008 ·
2009 ·
2010 ·
2011 ·
2012 ·
2013 ·
2014 ·
2015 ·
2016 ·
2017 ·
2018 ·
2019 ·
2020 ·
2021 ·
2022 ·
2023 ·
2024 ·
2025